# Anne Murrayová
Morna Anne Murrayová (* 20. června 1945 Springhill, Nové Skotsko) je kanadská zpěvačka, aktivní od roku 1968, věnující se žánrům pop music, country a adult contemporary. S písní Gene MacLellana „Snowbird“ se v roce 1970 dostala jako první Kanaďanka do čela amerického žebříčku Adult Contemporary, v roce 1978 vedla Billboard Hot 100 její nahrávka „You Needed Me“. Získala čtyřikrát cenu Grammy, třikrát American Music Award a 24× Juno Award. Album A Little Good News vyhlásila v roce 1984 Country Music Association deskou roku. Má vlastní hvězdu na Hollywoodském chodníku slávy, byla uvedena do Canadian Music Hall of Fame, časopis Billboard ji zařadil mezi deset nejlepších interpretů adult contemporary v historii. Je rytířkou Řádu Kanady, při zahájení Zimních olympijských her 2010 ve Vancouveru nesla olympijskou vlajku, kanadská pošta vydala známku s jejím portrétem. Její dcera Dawn Langstrothová je také zpěvačkou.